# شهرستان سایرام
شهرستان سایرام (به قزاقی: Сайрам ауданы، سايرام اۋدانى) یک شهرستان در قزاقستان است که در استان ترکستان واقع شده‌است.

## خصوصیات
شهرستان سایرام ۳۱۱٬۱۵۵ نفر جمعیت دارد.